# Paulette Fouillet
Paulette Fouillet (Sainte-Gemmes-d'Andigné, 30 juni 1950 – 29 juli 2015) was een judoka uit Frankrijk die namens haar vaderland twee zilveren medailles won bij de eerste WK judo voor vrouwen in 1980. Ze was viervoudig Frans nationaal kampioene. Fouillet overleed op 65-jarige leeftijd aan de gevolgen van kanker.

## Erelijst

### Wereldkampioenschappen
- – 1980 New York, Verenigde Staten (+ 72 kg)
- – 1980 New York, Verenigde Staten (Open klasse)

### Europese kampioenschappen
- – 1974 Genua, Italië (– 66 kg)
- – 1974 Genua, Italië (Open klasse)
- – 1975 München, West-Duitsland (– 66 kg)
- – 1975 München, West-Duitsland (Open klasse)
- – 1976 Wenen, Oostenrijk (– 66 kg)
- – 1978 Keulen, West-Duitsland (– 66 kg)
- – 1980 Udine, Italië (+ 72 kg)
- – 1980 Udine, Italië (Open klasse)